# サンチャ・サンチェス・デ・パンプローナ

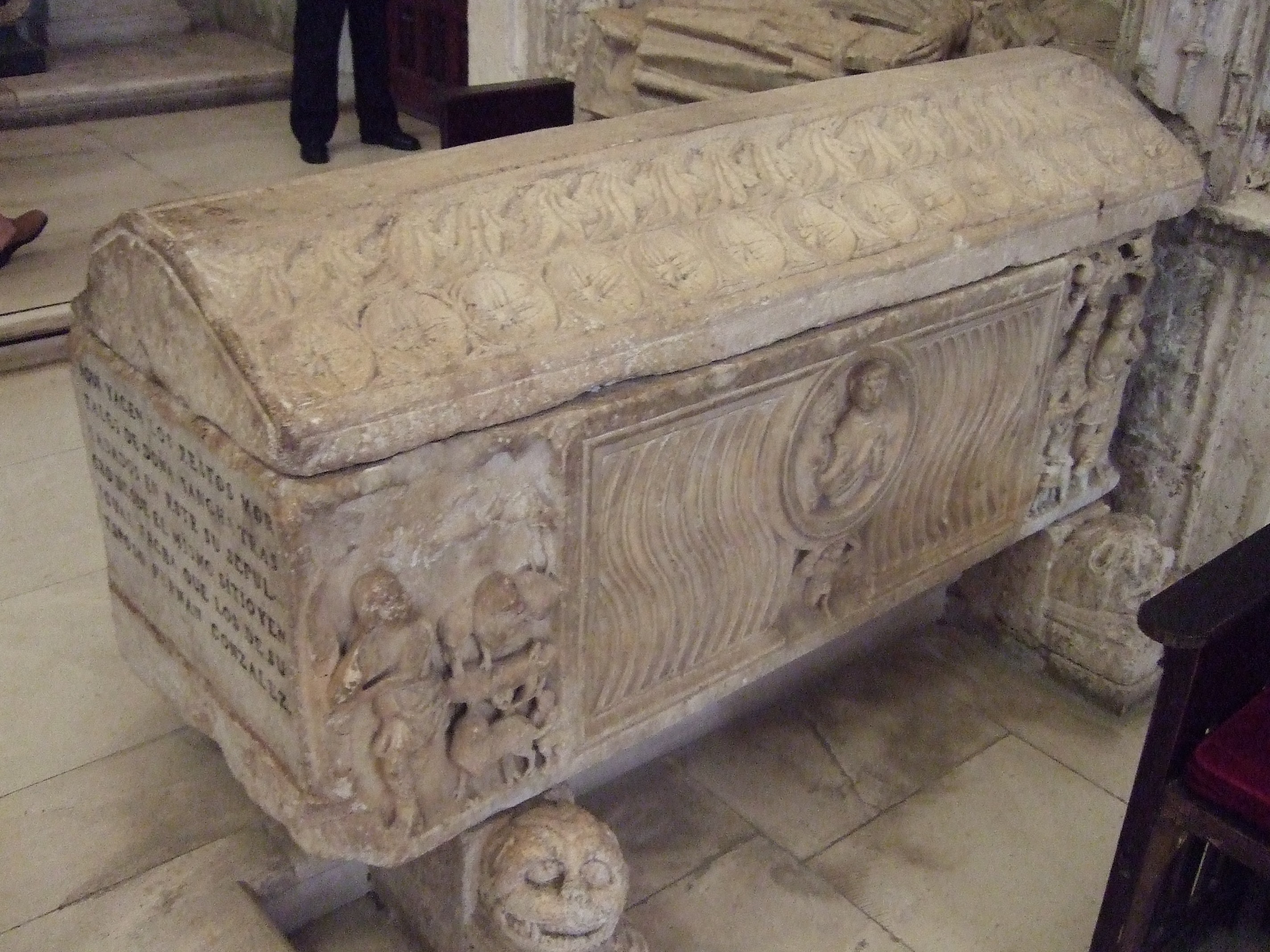
サンチャの棺（コバルビアス参事会教会）

サンチャ・サンチェス・デ・パンプローナ（スペイン語：Sancha Sánchez de Pamplona, 959年9月から963年7月の間に没）は、パンプローナ王サンチョ・ガルセス1世とトダ・デ・パンプローナの娘。3度目にカスティーリャ伯フェルナン・ゴンサレスと結婚した。

## 結婚
サンチャは3度結婚した。
最初に、923年にレオン王オルドーニョ2世と結婚した。この結婚はキリスト教国の王家同士の同盟の一環であり、バヌ・カシ家の決定的な敗北につながった。この短い結婚で子供は生まれなかった。
924年にオルドーニョ2世が死去した後、サンチャはアラバ伯アルバロ・エラメリス（931/2年没）と結婚した。この結婚で生まれた2子は、レオン王国で活動した。
- エラメル・アルバレス - ビジャラミエルの創建者。恐らく、996年にポルトゥカーレ伯ゴンサロ・メネンデスに代わりレオン王ベルムード2世の副官となったことが中世の記録にみられるアルバロ・エラメリスの父である[3]。
- フォルトゥン・アルバレス - サアグン修道院のいくつかの特許状にみられ、兄弟や他のバスク＝ナバラ人と一緒にレオン王ラミロ2世の宮廷にいたことが確認できる[3]。

932年ごろに政治的理由によりカスティーリャ伯フェルナン・ゴンサレスと結婚し、2番目の夫の死後サンチャが支配していたブルゴスの領地を寡婦財産とした。2人の間に以下の子女が生まれた。
- ゴンサロ・フェルナンデス（933/5年 - 959年） - フロニルデ・ゴメス（1009年没）と結婚。フロニルデはゴメス・ディアスの娘でカスティーリャ伯ディエゴ・ロドリゲス・ポルセロスの孫とみられる[5]。
- サンチョ・フェルナンデス（933/5年 - 956年）[5]
- ムニオ・フェルナンデス（941年以前生）[注釈 3][注釈 4]
- ガルシア・フェルナンデス（941/4年[注釈 5] - 995年） - 970年の父フェルナン・ゴンサレスの死後、カスティーリャ伯領を継承した[5]。リバゴルサ伯ラモン2世とガルサンド・ド・フェザンサックの娘アバ・デ・リバゴルサと結婚[8]。
- ウラカ・フェルナンデス（1007年没） - 944年にレオン王オルドーニョ2世オルドーニョ3世と結婚、958年にレオン王オルドーニョ2世オルドーニョ4世と結婚、962年にナバラ王サンチョ・ガルセス2世と結婚[5][9]。
- ムニアドナ・フェルナンデス（1014年以降没） - サルダーニャ伯ディエゴ・ムニョス[5][9]とテグリディアの息子のサルダーニャ伯・リエバナ伯ゴメス・ディアスと結婚
- フロニルデ・フェルナンデス（1014年以降没）[10] - サンティジャナ伯ロダニオ・ディアスと結婚

サンチャはサン・ペドロ・デ・アルランサ修道院に埋葬されたが、1841年に夫フェルナン・ゴンサレスの遺骨とともにサン・コスメ・イ・サン・ダミアン・デ・コバルビアス参事会教会に移された。